# Georg Veit (Autor)
Georg Veit (* 20. Januar 1956 in Velen) ist ein deutscher Schriftsteller.

## Leben
Georg Veit stammt aus einer Vertriebenenfamilie und besuchte neun Jahre das Internatsgymnasium in Maria-Veen (Reken/Westfalen). Er studierte an der Westfälischen Wilhelms-Universität in Münster Geschichte, Latein und Philosophie und war dort auch musikalisch, schauspielerisch und politisch aktiv. Sechs Jahre lebte er in Leer/Ostfriesland und arbeitete dort als Teilzeitlehrkraft, bis er nach Coesfeld zurück ins Münsterland wechselte.
Er unterrichtete bis 2014 am Gymnasium Nepomucenum in Coesfeld die Fächer Geschichte, Latein und Philosophie.
Bekannt wurde er durch seine Krimis um Münsterland-Fahnder Peter-Paul „Pepa“ Pfühl. Seit 1997 ist er Mitglied im Verband deutscher Schriftsteller (VS). Von 2004 bis 2009 war er Mitglied im Rat der Stadt Coesfeld für die Wählergemeinschaft Pro Coesfeld (wieder seit 2020) und Vorsitzender des Ausschusses für Kultur, Schule und Sport. Er war 2006 Mitbegründer der Initiative Bischofsmühle in Coesfeld und 2007 Mitinitiator der Coesfelder Kulturnacht. An der Neugestaltung des Coesfelder Stadtmuseums im Walkenbrückentor (Wiedereröffnung am 29. Januar 2012) war Veit als Leiter der Projektgruppe maßgeblich beteiligt. 2013 erhielt er den Ehrenamtspreis der Stadt Coesfeld. Von 2014 bis 2021 war er als Kulturdezernent der Bezirksregierung Münster tätig, seit 2018 ist er erster Vorsitzender der Annette von Droste-Gesellschaft, seit 2020 Mitglied der Literaturkommission für Westfalen, seit 2021 Mitglied im Kuratorium der Annette von Droste zu Hülshoff-Stiftung. 2021 erschien das Lesebuch Georg Veit, herausgegeben von der Nyland-Stiftung.
Georg Veit ist verheiratet und Vater von drei Kindern.

## Werke

### Lyrik
- Schatten der Hummel/Gedichte. Jahrbuch Westfalen 2001. Münster 2000.
- Daseinsbestände. Gedichte. Verlag Zum Halben Bogen, Göttingen 2001.
- Die Schärfe der Fichten. Gedichte. Federwelt 33/2002
- Zerstörer. Gedicht. Lyrik 2000 S: Norderstedt 2004
- Gedichte, in: Verszeit 2005: Weilerswist 2005
- Zwischen den Jalousien. Wie eine Feder will ich sein ...: Augsburg 2006
- Liudger I - IV. Lebensgedichte. Dialog Verlag: Münster 2009
- Sommer regnet aufs Banjo. Hören und Sehen. Poesie 21: Deiningen 2010
- Berkel.Selbstgespräche. Gedichte. Elsinor/Longinus: Coesfeld 2017

### Prosa
- Helmuterkloße. Eine Satire. Mit einem Anhang Der Fall antiker Satiren in die Moderne und Illustrationen von B. Scholz. LIT Verlag, Münster 1995.
- Zeit der Krammetsvögel. Roman aus dem 30jährigen Krieg. Waxmann Verlag, Münster 1997.
- An den Enden der Treppe: Ein Roman um Anna Katharina Emmerick. Waxmann Verlag, Münster 2008.
- Schwedings Handhabung der Wolken. Elsinor, Coesfeld 2017.
- Das Lachen des Winters. Moderne Märchen aus dem Münsterland. Elsinor, Coesfeld 2020
- Drostes Schmerzen. Roman. Elsinor, Coesfeld 2022.

Kriminalromane
- Münsterland-Mafia. Ein Kriminalroman aus der Provinz. Waxmann Verlag: Münster 1999.
- Hahnenkampf. Ein Krimi aus dem Münsterland. Waxmann Verlag: Münster 2002.
- Tödliches Erbe. Ein Krimi aus dem Münsterland. Waxmann Verlag: Münster 2005.
- Mörderwahl. Ein Krimi aus dem Münsterland. Waxmann Verlag: Münster 2010.
- Bergers Mord. Eine historische Criminalerzählung. Elsinor Verlag: Coesfeld 2012.
- Münsterland-Blitze. Ein Krimi aus der Provinz. Waxmann Verlag: Münster 2013.

Kurzgeschichten
- Die Nacht der Tochter, in: Engel, Hexen, Wiedertäufer, Waxmann, Münster 2013
- Tote vergisst man nicht, in: Mörderisches Münsterland, kbv: Hildesheim 2011
- Geschichte für dich, in: Palmbaum 1/2011
- Schwesterlein Rosalie. Hexen, Magier, Scharlatane ...: o. O. 2002
- Auf einer Wand am Wochenende. Am Erker 41/2001 (Hör-CD 2003)

Fachbücher
- Fabula agitur! Gedanken und Hilfen zum lateinischen Schultheater: Stuttgart (Klett) 1992
- Kaiser Claudius. Zwischen Macht und Lächerlichkeit. Exempla/Consilia: Göttingen (Vandenhoeck&Ruprecht) 1995

Hörspiel
- Fortuna Polycratis. Hörspiel nach F. Schiller. In: Fabulam agamus!. Klett: Stuttgart 1990.

## Auszeichnungen
- 2000: Jos Fritz-Preis für innovative Literatur (4. Münsteraner Literaturmeisterschaft)
- 2001 Auszeichnung beim Am Erker-Kurzgeschichtenpreis
- 2002 Story-Olympiade im Internet
- 2013 Ehrenamtspreis der Stadt Coesfeld